# Barghat
Barghat è una suddivisione dell'India, classificata come nagar panchayat, di 10.425 abitanti, situata nel distretto di Seoni, nello stato federato del Madhya Pradesh. In base al numero di abitanti la città rientra nella classe IV (da 10.000 a 19.999 persone).

## Geografia fisica
La città è situata a 22° 1' 60 N e 79° 43' 0 E e ha un'altitudine di 536 m s.l.m..

## Società

### Evoluzione demografica
Al censimento del 2001 la popolazione di Barghat assommava a 10.425 persone, delle quali 5.352 maschi e 5.073 femmine. I bambini di età inferiore o uguale ai sei anni assommavano a 1.329, dei quali 701 maschi e 628 femmine. Infine, coloro che erano in grado di saper almeno leggere e scrivere erano 7.609, dei quali 4.254 maschi e 3.355 femmine.